# ژچنگتسا

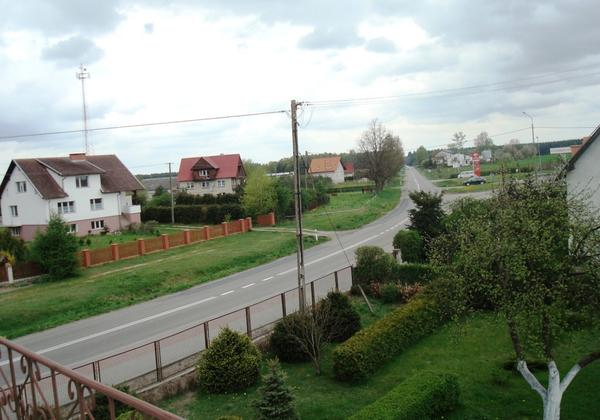
منطقه مسکونی در لهستان

ژچنگتسا (به لهستانی:  Rzeczenica) یک روستا در لهستان است که در گمینا ژچنگتسا واقع شده‌است. ژچنگتسا ۱٬۵۶۶ نفر جمعیت دارد.